# ژومیا
ژومیا (انگلیسی: Jumia) شرکت فناوری اطلاعات آلمانی است، که در سال ۲۰۱۲ تأسیس شد.